# Izumrtje
V biologiji in ekologiji izumŕtje predstavlja konec obstoja vrste in tako zmanjšanje biodiverzitete. Trenutek izumrtja po navadi predstavlja smrt zadnjega pripadnika vrste (čeprav je vrsta lahko že pred tem izgubila zmožnost razmnoževanja ali ohranitve). Ker je območje, kjer neka vrsta živi, lahko zelo veliko, je trenutek izumrtja običajno težko določiti in se ga zato navadno določi za nazaj. 
Prvi opisan in najbolj znan primer izumrtja je dodo, neleteči ptič iz Mavricija, ki so ga iztrebili ljudje konec 17. stoletja.
V zemeljski zgodovini so znana tudi množična izumrtja, kjer so izginjali celi rodovi in družine.
Pomemben vidik izumiranja so dandanes človeški poskusi za ohranjanje kritično ogroženih vrst. To se odraža z ustanovitvijo ohranitvenega stanja »izumrl v divjini« (EW). Za vrste s tem statusom, ki so v seznamu Svetovne zveze za varstvo narave (IUCN), ni znano, da bi imele osebke živeče v divjini, in se ohranjajo le v živalskih vrtovih ali drugih umetnih okoljih. Nekatere od teh vrst so praktično izumrle, saj niso več del njihovega naravnega habitata in je malo verjetno, da bo vrsta kadarkoli zaživela v divjini. Kadar je mogoče, sodobne zoološke institucije poskušajo z uporabo skrbno načrtovanih programov vzreje, ohraniti viabilno populacijo zaradi ohranjanja vrst in njihovo morebitno ponovno vrnitev v divjino.

## Primeri
- Dodo
- Tasmanski tiger (zadnji v divjini živeči primerek je bil ustreljen leta 1930, zadnji primerek živeč v ujetništvu, pa je živel v živalskem vrtu v avstralskem živalskem vrtu Hobart Zoo)
- Tasmanski emu (nazadnje je bil primerek te vrste opažen leta 1839)
- Mala modra ara
- Severni beli nosorog